# Ctenus uluguruensis
Ctenus uluguruensis är en spindelart som beskrevs av Benoit 1979. Ctenus uluguruensis ingår i släktet Ctenus och familjen Ctenidae.
Artens utbredningsområde är Tanzania. Inga underarter finns listade i Catalogue of Life.